# Csomor Mihály
Csomor Mihály (Pély, 1927. május 15. – Budapest, 1998. június 19.) magyar meteorológus, vasutas.

## Életpályája
Az elemi és polgári iskoláit Budapesten végezte el. A Magyar Királyi Honvéd Repülő Csapattiszthelyettes-képző Iskolára jelentkezett. 1943. januárban Szegedre vonult be. Taszárra került, ahol a fényképész lett. Innen a székesfehérvári repülőtérre helyezték át, de a front előrenyomulása miatt Abdára települt egysége. Itt megbetegedett és mire meggyógyult, a megszálló orosz katonák a ló-kórházba osztották be. 1945-ben a Budapesti Vasutas Sport Clubban ökölvívója lett, hogy a MÁV-hoz felvegyék. 1945. őszén felvételt nyert a Keleti pályaudvar Raktárhivatalába segédtisztként. 1950-ben tett érettségi vizsgát; és felvételizett az ELTE-TTK meteorológus szakra, de hivatali főnöke nem járult hozzá a továbbtanuláshoz, így csak egy évvel később kezdhette meg egyetemi tanulmányait. Az ELTE meteorológia szakot 1955-ben végezte el. A Magyar Honvédséghez helyezték el, hadnagyi ranggal egy tüzér alakulathoz, meteorológiai állomás parancsnoknak. 1956 novemberében leszerelt és visszakerült a MÁV-hoz 1958. márciusig. Ekkor vették fel az OMI-ba, azonnal a Hálózati Osztályra, állomásellenőri munkakörbe. Itt 1969-ben osztályvezető, majd 1971-től a Földfelszíni Főosztály vezetője lett. 1972-ben tett doktori szigorlatot A zúzmara Magyarországon témában. 1962–1998 között a LÉGKÖR folyóirat szerkesztőbizottságának volt tagja. 1987-ben vonult nyugdíjba.
Megszervezte Hárskúton a zúzmara mérő és kutató kísérleti állomást, amely a hazai energia ipar igényeit volt hivatva támogatni. 1972-ben már 31 állomáson mérték a zúzmara lerakódást. Más területen is aktív volt; elkészítette az észlelő állomány részére a Meteorológiai műszerek és megfigyelések című kézikönyvet. Kettősfalú csapadékmérőt tervezett és ezt elterjesztette a mérőhálózatban a mérési, párolgási hibák csökkentése céljából. Szenvedélyesen fotózott és számos kiadványban jelentek meg szakmai fényképei.

## Művei
- A zúzmara Magyarországon (1972)
- Felhők (1983)
- Meteorológiai műszerek és megfigyelések

## Díjai
- Pro Meteorologia emlékplakett (1998)